# Đài thiên văn Sydney

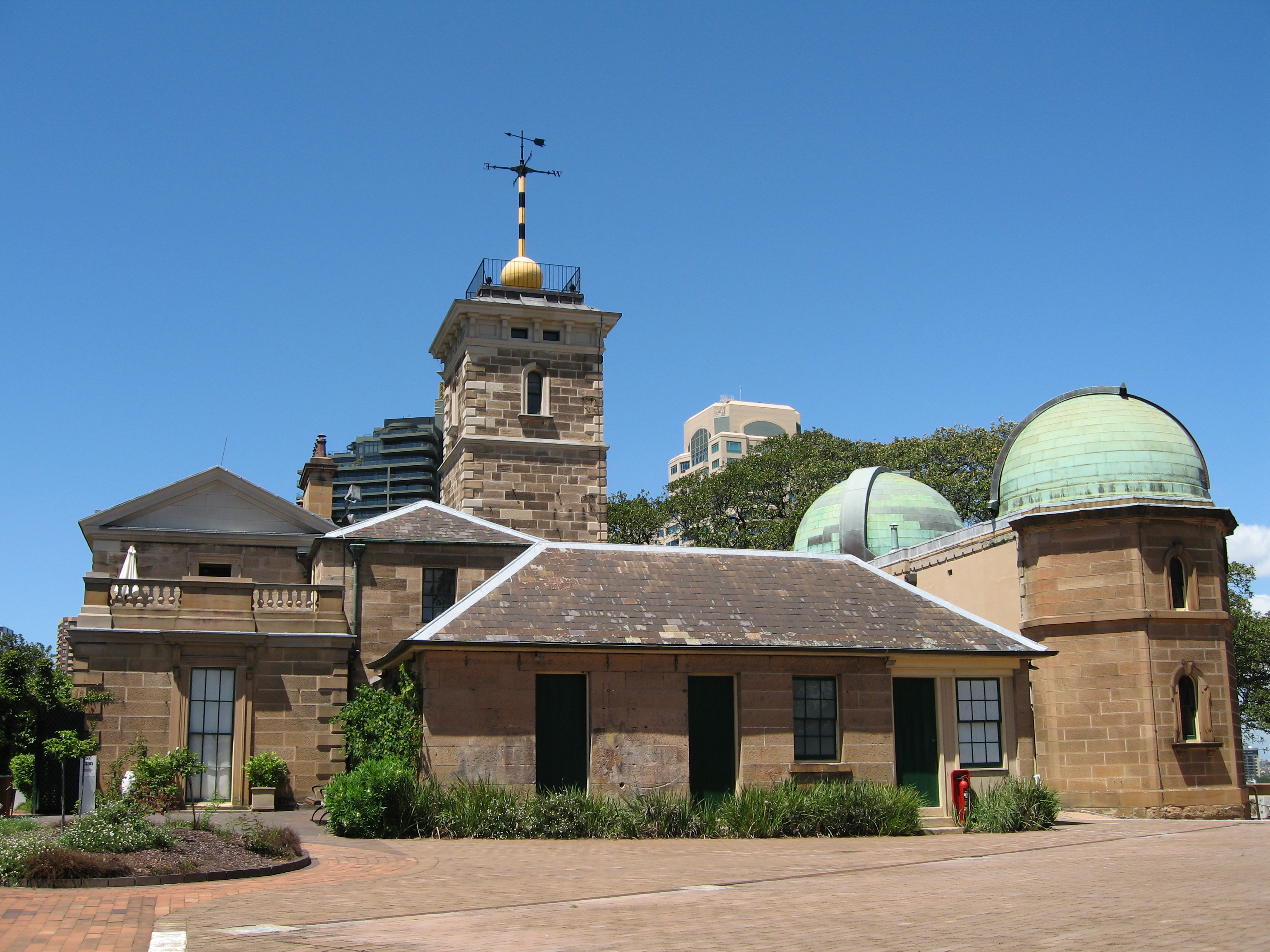
Đài thiên văn Sydney ngày nay

Đài thiên văn Sydney là một di sản được liệt kê trạm khí tượng, thiên văn quan sát, bảo tàng khoa học và cơ sở giáo dục nằm trên Observatory Hill tại Upper Fort Street, trong nội thành Sydney ngoại ô Millers Point trong thành phố Sydney thuộc vùng chính quyền địa phương của New South Wales, Úc. Nó được William Weaver (kế hoạch) và Alexander Dawson (giám sát) thiết kế và được Charles Bingemann & Ebenezer Dewar xây dựng từ năm 1857 đến 1859. Nó còn được gọi là Đài thiên văn Sydney; Pháo đài Phillip; Đồi cối xay gió; và Đồi Flagstaff. Nó đã được thêm vào Sổ đăng ký di sản bang New South Wales vào ngày 22 tháng 12 năm 2000.
Địa điểm này trước đây là một pháo đài quốc phòng, trạm semaphore, trạm bóng thời gian, trạm khí tượng, đài quan sát và cối xay gió. Địa điểm phát triển từ một pháo đài được xây dựng trên 'Cối xay gió' vào đầu thế kỷ 19 đến một đài thiên văn trong thế kỷ XIX. Bây giờ nó là một bảo tàng làm việc, nơi du khách buổi tối có thể quan sát các ngôi sao và các hành tinh thông qua một 40 xentimét (16 in) hiện đại 40 xentimét (16 in) Kính viễn vọng Schmidt-Cassegrain và một  kính viễn vọng khúc xạ 29 xentimét (11 in) lịch sử được chế tạo vào năm 1874, đây là kính thiên văn lâu đời nhất ở Úc được sử dụng thường xuyên.